# Wakefield – 241st Street (métro de New-York)
Wakefield – 241st Street (dite 241st Street) est la station terminus nord de l',IRT White Plains Road Line, desservie par toutes des rames du service desserte de la ligne 2 du métro de New York. Elle est située à l'intersection de la 241st Street et la White Plains Road dans le quartier Wakefield (en) dans l'Arrondissement du Bronx, de la ville de New York aux États-Unis.

## Situation sur le réseau

Plan du métro de New York (2009)

Établie en aérien, Wakefield – 241st Street est la station terminus nord du service desserte ligne 2 du métro de New York : elle est située avant la station Nereid Avenue (en), en direction du sud-est Flatbush Avenue – Brooklyn College (en).
Elle est géographiquement la station la plus au nord de tout le réseau du métro de New York.

## Histoire
La station, alors nommée East 241st Street est mise en service le 13 décembre 1920 lors du prolongement de la ligne depuis la station précédente, alors nommée East 238th Street (en).

## Services aux voyageurs

### Accès et accueil

Installations
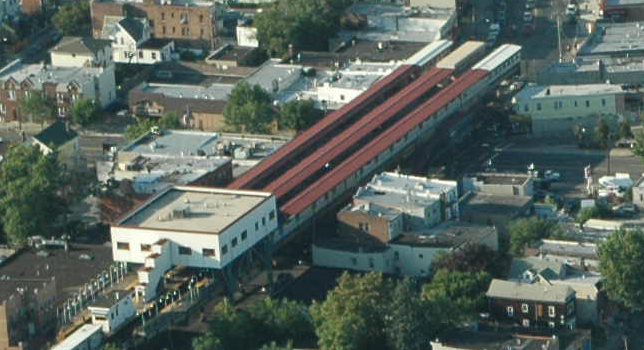
En 2011.
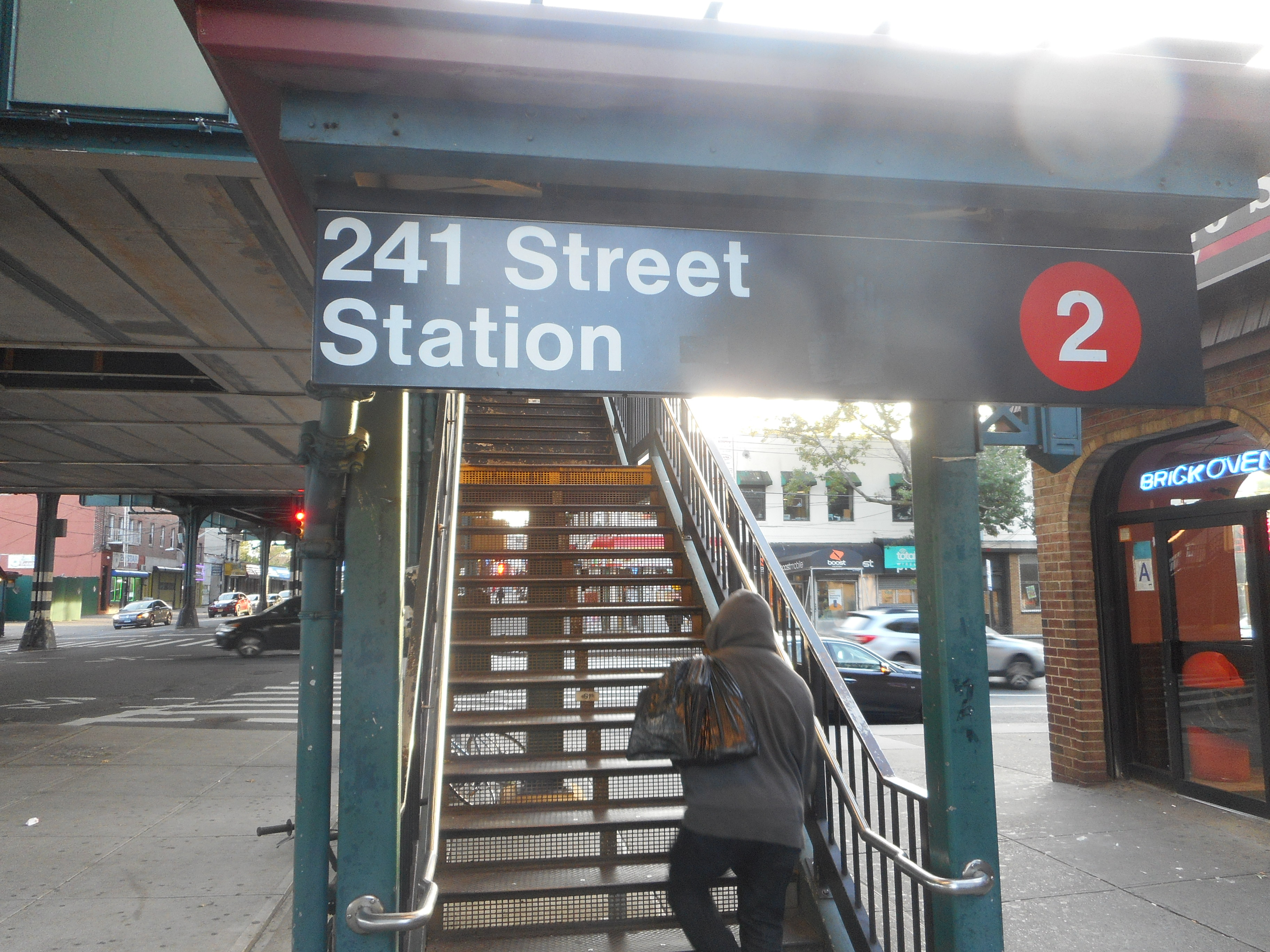
En 2018.
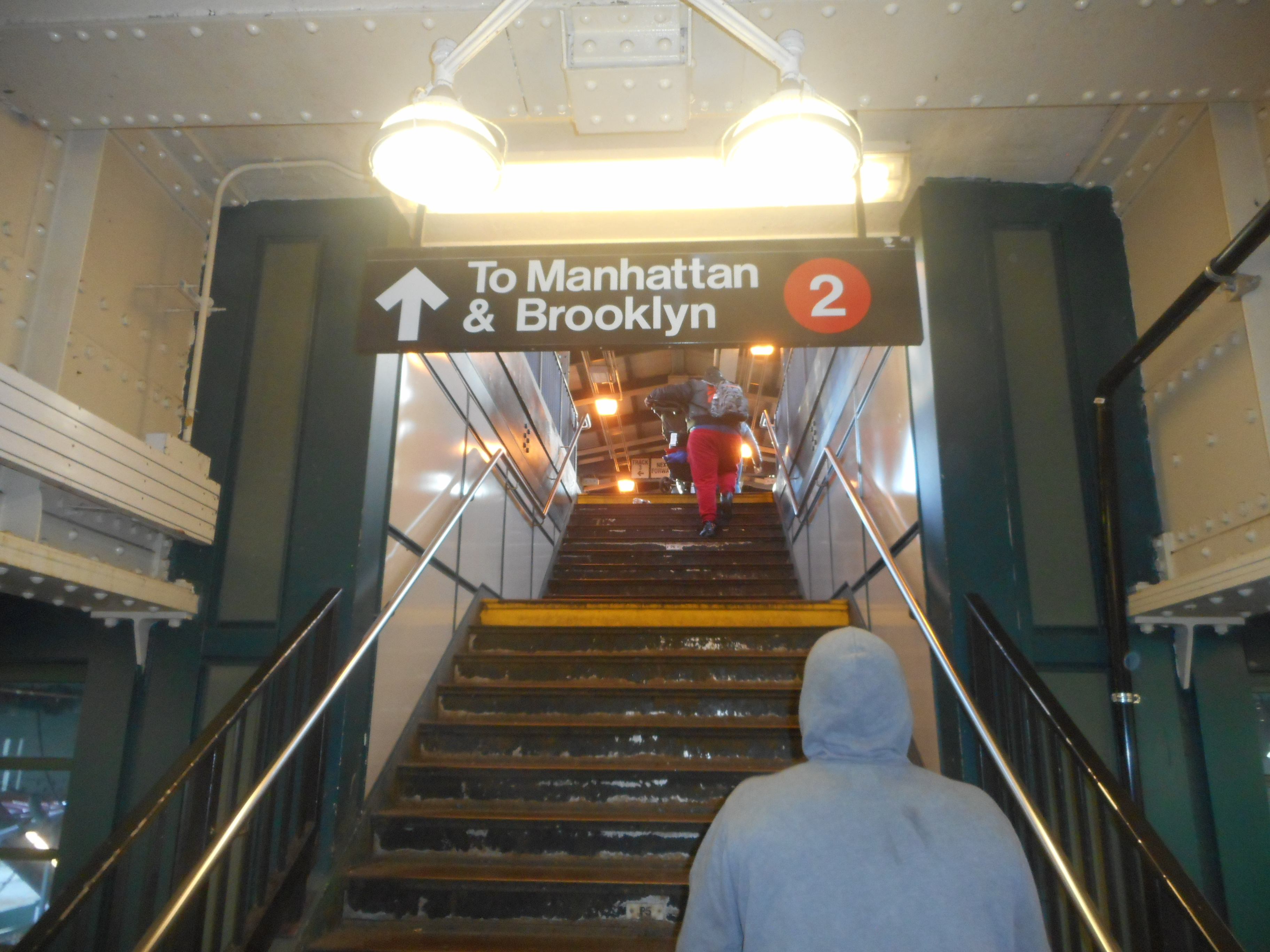
En 2018.

### Desserte
Wakefield – 241st Street est desservie, jour et nuit, par les rames du service desserte ligne 2 du métro. Elle dispose de deux voies encadrant un quai central, utilisé par les voyageurs montants et descendants. Deux quais latéraux sont désaffectés ils étaient utilisés lorsque le service pratiquait la Solution espagnole, avec la descente des voyageurs via les quais latéraux et l'embarquement via le quai central.

Installations et desserte
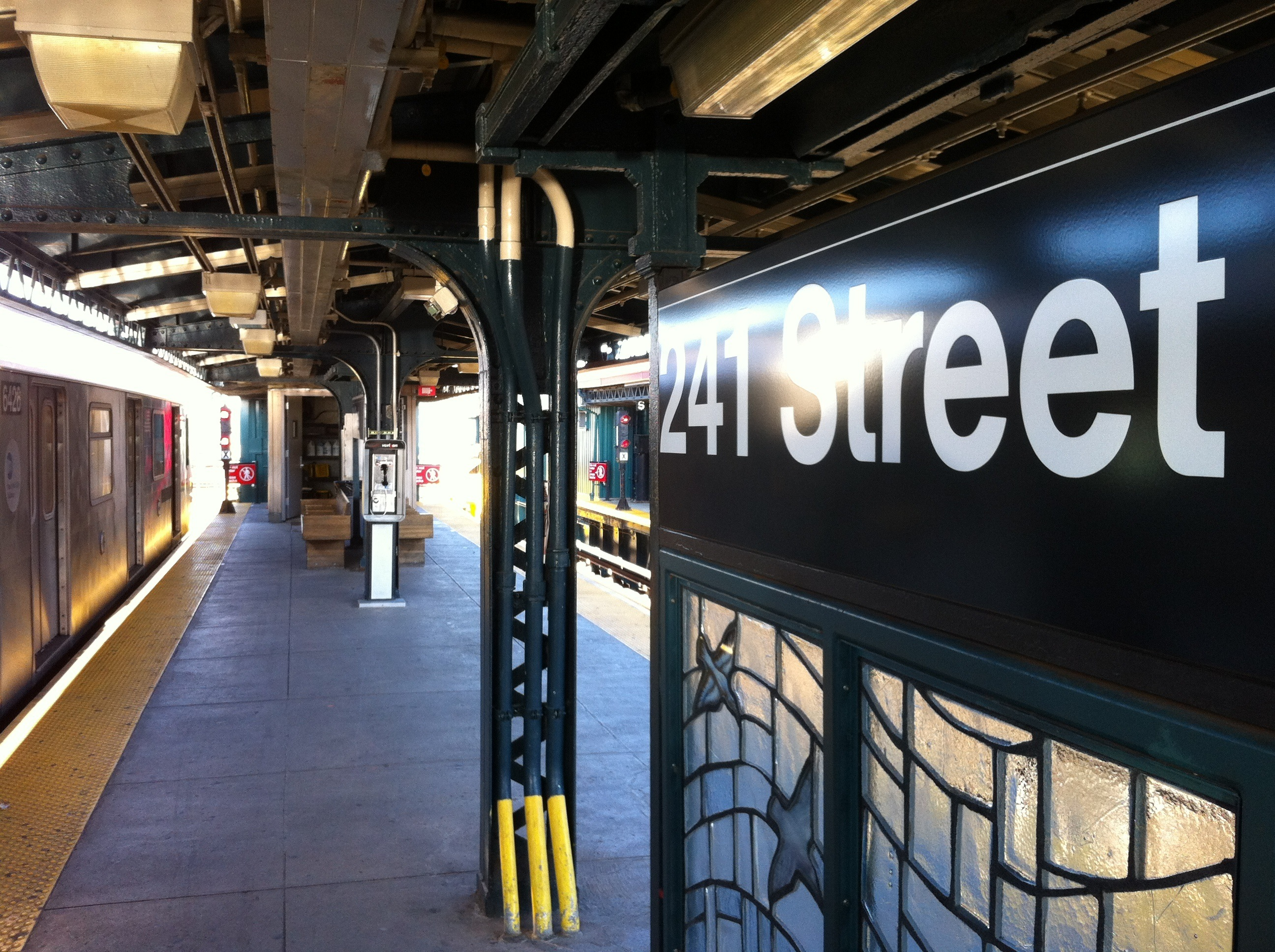
Quai central, en 2012.
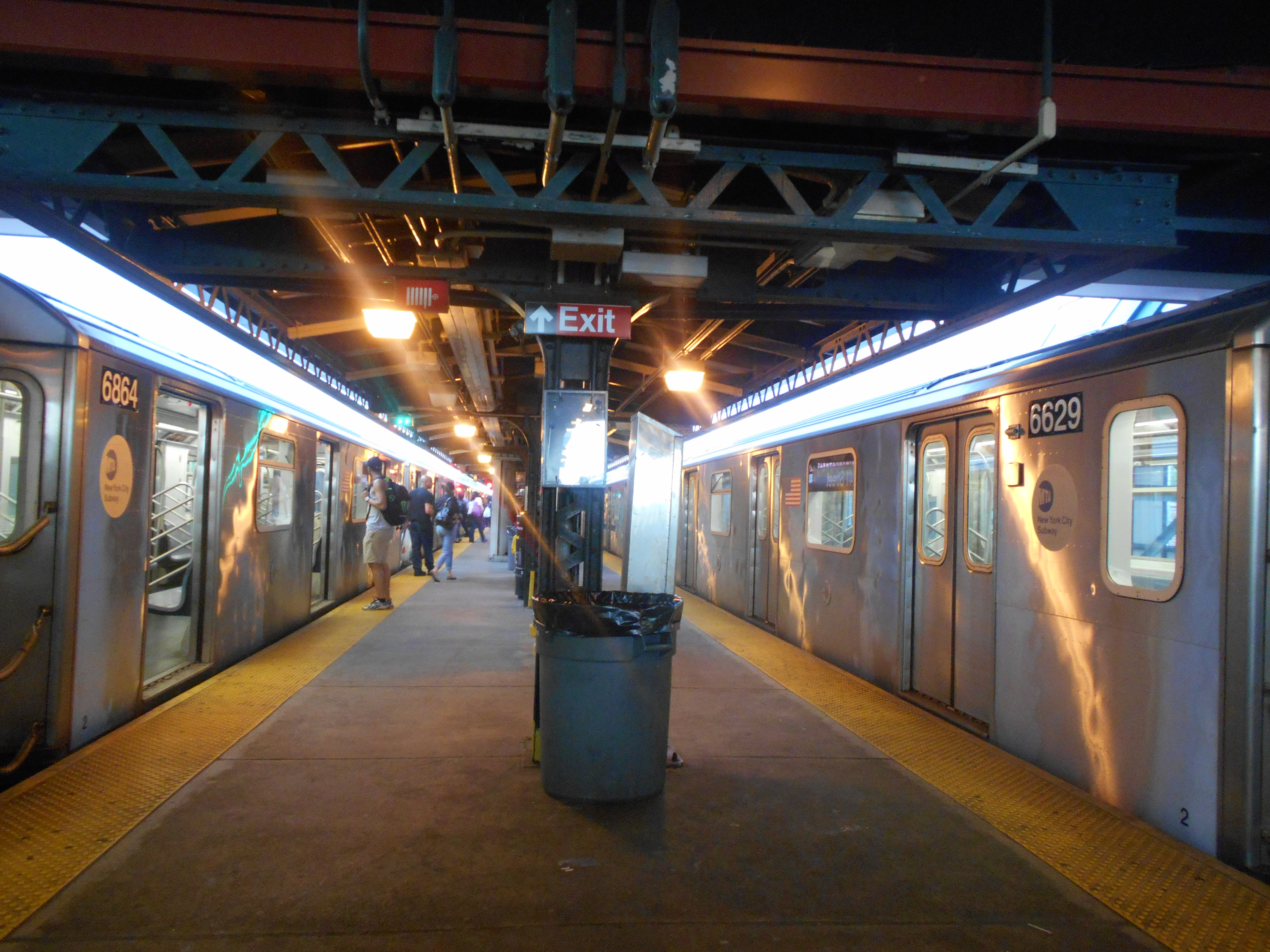
Quai central, en 2014.
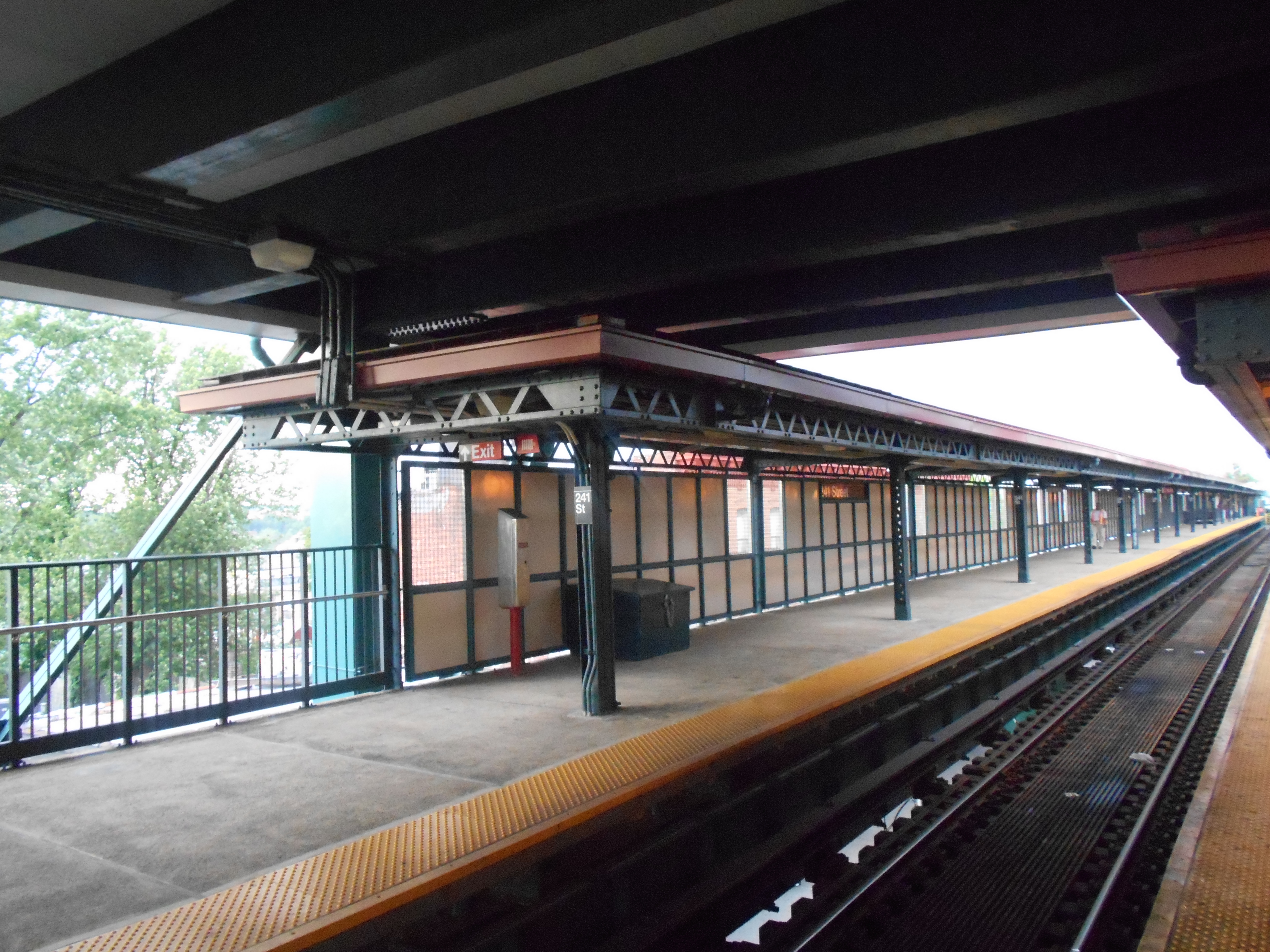
Un quai latéral, en 2014.